# ダニー・コラレス
ダニエル・コラレス（Daniel Coralles）は、バンド「オートプシー」の現在のギタリストの一人であり、ドラマーのクリス・ライファートと共にアブセスを共同結成した。オートプシーは2009年に活動を再開し、現在は新曲を制作しながら世界各地の厳選された会場で精力的に演奏している。ダニーはアブセス結成以前、ライファートと共にオートプシーの当時も現在もバンドメンバーとして活動しており、現在は解散したスーパーグループ「ザ・レイヴナス」ではフランク・“キルジョイ”・プッチとコラボレーションし、また別のサイドプロジェクトとして「イート・マイ・フク」と「ドゥームド」でも活動していた。

## オートプシー
ダニー・コラレスはグラインドコアの創始者として知られるバンド、オートプシーのギタリストである。
ダニーは、IKON Customs が製作した2本のシグネチャー Autopsy ギターの1を所有しており、その名も「Twisted Mass」(写真参照)。

### ディスコグラフィ
- Critical Madness (Demo, 1988)[2]
- Severed Survival (LP, Peaceville Records), 1989)[3]
- Retribution for the Dead (EP, Peaceville Records, 1991)[2]
- Fiend for Blood (EP, Peaceville Records, 1991)[2]
- Mental Funeral (LP, Peaceville Records, 1992)[4]
- Acts of the Unspeakable (LP, Peaceville Records, 1992)[5]
- Shitfun (LP, Peaceville Records, 1995)[2]
- Torn from the Grave (Compilation, Peaceville Records, 2001)[6]
- Dead as Fuck (Live, Necroharmonic Productions, 2004)

## ザ・レイヴナス
オートプシーの解散後、コラレスとライファートはデスメタルのスーパーグループ、ザ・レイヴナスに加入した。

### ディスコグラフィ
- Assembled in Blasphemy (Hammerheart Records, 2000)[8]

## アブセス
コラレスはパンク・ロックの影響を受けたデスメタルバンド、アブセスのギタリストだった。アブセッスは2010年に解散した。